# جيوت

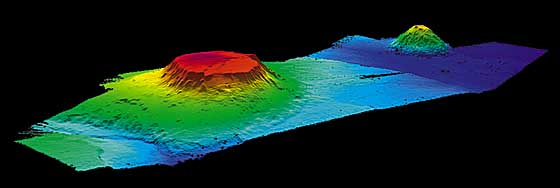
جبل بير البحري، جيوت

الكيوت أو الجيوت والمعروف كذلك باسم جبل الطاولة، جبل بركاني معزول تحت سطح الماء (جبل بحري)، له قمة مسطحة على مسافة 200 متر (660 قدمًا) تحت سطح المياه. ويمكن أن تتجاوز أقطار هذه القمم المسطحة 10 كـم (6.2 ميل).
وقد تمت تسمية الجيوت على اسم عالم الجغرافيا والجيولوجيا السويسري الأمريكي أرنولد هنري جيوت (والذي توفي في عام 1884). وقد قام هاري هاموند هيس بصياغة هذا المصطلح. وتتواجد الجيوت في أغلب الأحوال في المحيط الهادي. وتظهر الجيوت أدلة على أنها كانت فوق سطح البحر مع اختفائها بشكل تدريجي عبر مراحل تشتمل على جبل الشعاب المهدب وشعب الحلقي المرجاني، ثم في النهاية جبل مغمور له قمة مسطحة. وقد نجم تسطح قمم تلك الجبال عن التآكل بسبب الموجات والرياح والعمليات الجوية. وتدرج انحدار أغلب الجيوت حوالي 20 درجة. ولكي يتم اعتبار التكوين جيوت أو جبل طاولة من الناحية الفنية، يجب أن يكون ارتفاعها على الأقل 3000 قدمًا (900 متر). ومع ذلك، هناك العديد من الجبال تحت سطح البحر التي يمكن أن تتراوح ارتفاعاتها من أقل بقليل من 300 قدم وحتى حوالي 3000 قدم. أما التكوينات البركانية البحرية الضخمة للغاية، والتي يكون عرضها بمئات الكيلومترات، فيطلق عليها اسم الهضاب البحرية. وتنجم الجبال البحرية عن قذف الحمم المندفعة لأعلى في مراحل من مصادر في دثار الأرض إلى الفتحات الموجودة في أرضية البحر. وتوفر الجبال البحرية بيانات حول حركة الصفائح التكتونية التي تتواجد عليها، وحول علم الجريان لغلاف الأرض الصخري تحتها. ويتتبع اتجاه سلاسل الجبال البحرية حركة صفائح غلاف الأرض الصخري على مصدر حراري ثابت بشكل أكثر أو أقل في جزء الغلاف الموري من دثار الأرض. وهناك ما يقدر عدده بألفي جبل بحري في قاع المحيط الهادي. وتعد جبال الإمبراطور البحرية مثالاً رائعًا على السلسلة البركانية الكاملة التي تخضع لهذه العملية والتي تحتوي على العديد من الجيوت بالإضافة إلى الأمثلة الأخرى.
ومن العوامل الأخرى التي تساهم في تواجد الجيوت تحت سطح المياه يتعلق بالقمم الجبلية البحرية، مثل القمة الجبلية في وسط الأطلنطي في المحيط الأطلنطي. وتتمدد القمم الجبلية الموجودة في قلب المحيط مع مرور الوقت، بسبب الحمم المنصهرة التي تندفع لأعلى تحت سطح الأرض والتي تؤدي إلى خلق الصخور الجديدة. ومع تمدد القمم الجبلية الموجودة في قلب المحيط، تتحرك الجيوت معها، وبالتالي، فإنها تغلق بشكل مستمر في أعماق المحيط. وبالتالي، مع زيادة الوقت المنقضي، زاد عمق الجيوت. ورغم أن أعمار الجيوت يمكن أن تصل إلى مئات الملايين من السنوات، هناك بعض الجيوت التي تم اكتشافها حديثًا، والتي لم يتم تكوينها إلا خلال آخر مليون سنة، بما في ذلك جبل باوي البحري في ساحل كولومبيا البريطانية، بكندا.
وهناك جيوت خاص للغاية، هو جبل طاولة جريت ميتيور في شمال شرق المحيط الأطلنطي، حيث يرتفع لأكثر من 4000 متر (13.120 قدمًا). وقطر الجيوت 110 كـم (68 ميل). وتقترن الجيوت كذلك بأشكال الحياة الخاصة والمقادير المختلفة من المواد العضوية. فالزيادات المحلية في الكلوروفيل يؤدي إلى تحسين معدلات تضمين الكربون ويغير من تكوين أنواع العوالق النباتية المرتبطة بالجبل البحري.
وقد تم إدراك الجيوت للمرة الأولى على يد هاري هاموند هيس في عام 1965 حيث قام بتجميع البيانات باستخدام معدات صدى الصوت على سفينة كان يقودها أثناء الحرب العالمية الثانية. وقد أظهرت البيانات تكوين أرضية البحر، حيث رأي أن بعض الجبال الموجودة تحت سطح البحر لها قمم مسطحة.
وقد أطلق هيس على هذه الجبال الموجودة تحت سطح البحر اسم «جيوت» لأنها كانت تشبه قاعة جيوت، وهي المبنى الجيولوجي ذي السقف المسطح في جامعة برينستون والذي تمت تسميته هو ذاته على اسم عالم الجغرافيا أرنولد هنري جيوت من القرن الثامن عشر.
وقد افترض هيس أنها كانت في وقت من الأوقات عبارة عن جزر بركانية فقدت قممها بسبب حركة الأمواج، وبالتالي فقد أصبحت الآن عميقة تحت سطح البحر. وقد تم استخدام تلك الفكرة للمساعدة في دعم نظرية تكتونيات الصفائح.

## وصلات خارجية
- Wilde guyot map from Texas A&M